# Ukerewe
|  | Per a altres significats, vegeu «Llac Victòria». |

Ukerewe és la cinquena illa lacustre més gran del mon. Amb una àrea de 530 km2 (200 sq mi), és l'illa més gran del Llac Victòria i l'illa lacustre més gran de l'Àfrica. Ukerewe és al districte Ukerewe de Tanzània, 45 km (28 mi) km (28) al nord de Mwanza amb la qual està unida per una línia de ferri. Una parada del ferri a 3,8 km enllaça l'illa a una carretera sense asfaltar a la riba oriental del llac, que condueix a Kibara i Musoma. La costa de l'illa Ukerewe és retallada per nombroses badies i és envoltada per una dotzena llarga d'illes més petites. La seva comunitat més gran és Nansio.
Ukerewe és coneguda per allotjar una relativament gran població de persones amb albinisme. Molts d'aquests foren abandonats essent infants a l'illa per les seves famílies. Malgrat comprendre percentatge excepcionalment alt de la població de l'illa, encara són, com arreu de Tanzània, una minoria discriminada a l'illa, encara que semblen evitar els assassinats d'albins que regularment ocorren a Tanzània, qui són capturats per a fer-los servir per a rituals de màgia negra.

## Galeria

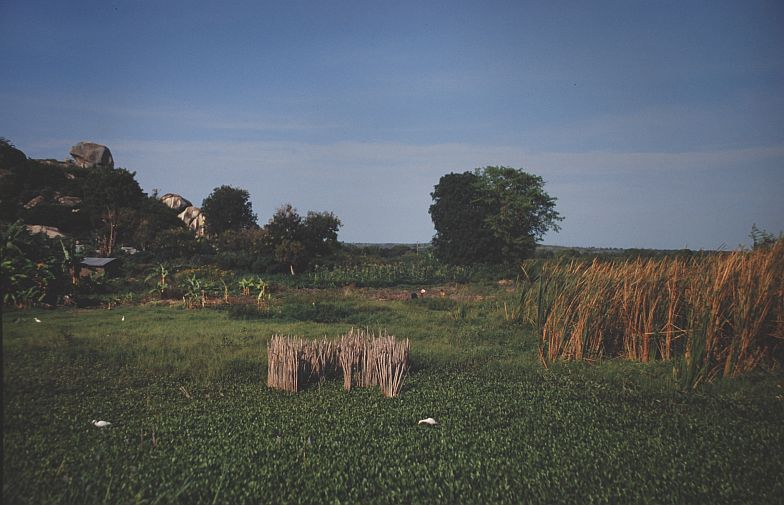
Terra costera, illa Ukerewe, Tanzània
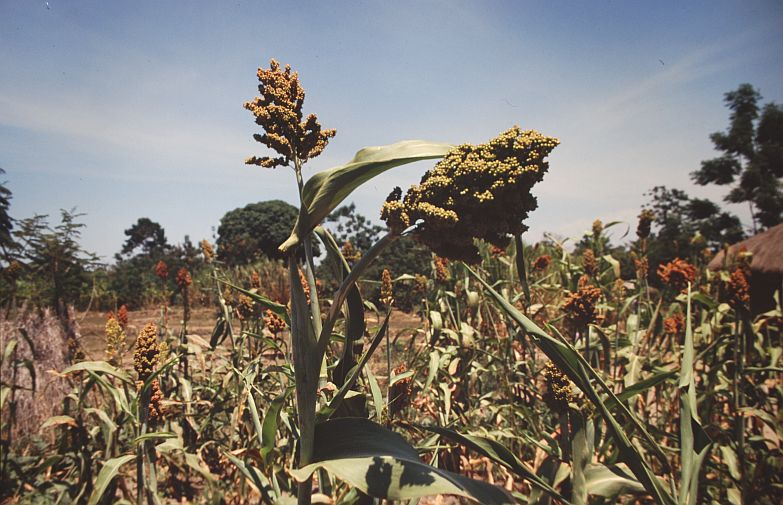
Camp de sorgo a l'illa Ukerewe, Tanzània
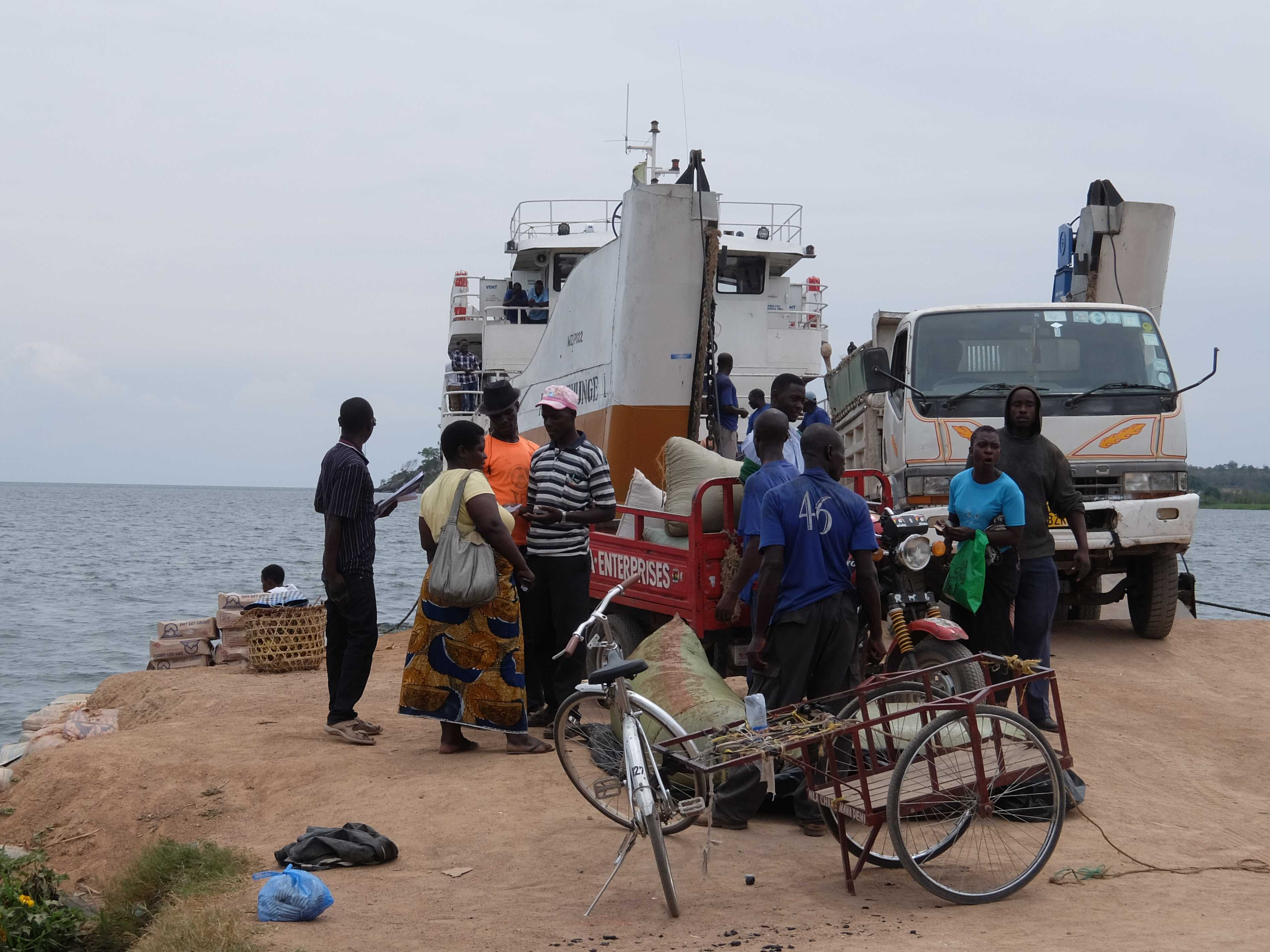
el ferri que uneix Ukerewe i Mwanza al port de Nansio